# Nádasd
Nádasd es un pueblo ubicado en el distrito de Körmend, en el condado de Vas, Hungría.

## Superficie
Posee una superficie de 35,60 kilómetros cuadrados.

## Demografía
Hasta 2019 la población era de 1300 habitantes, con una densidad de población de 36,52 habitantes por kilómetro cuadrado.